# Punitaqui
Punitaqui este un târg și comună din provincia Limarí, regiunea Coquimbo, Chile, cu o populație de 10.418 locuitori (2012) și o suprafață de 1339,3 km2.